# Marsum
Marsum é uma aldeia holandesa pertencente ao município de Appingedam, na província de Groninga, com uma população estimada em 146 habitantes (2006).